# 維也納之役 (維吉尼亞州)

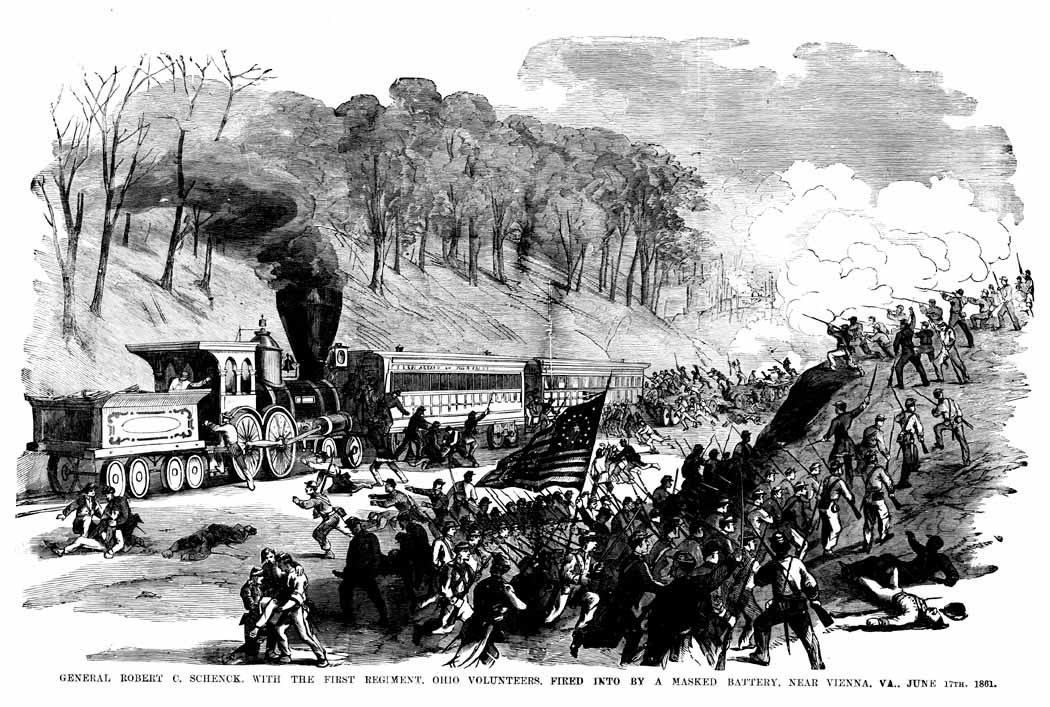
維也納之役

維也納之役（英語：Battle of Vienna），1861年6月17日爆發於美國的維吉尼亞州，是南北戰爭期間的一場小衝突。俄亥俄州第一兵團將軍內克（Schenck）正領隊乘火車前往維也納，快到達時遭南軍隱蔽的炮兵連突擊，炮火毀壞了火車的引擎，令兵團無法前進反擊，只得逃入樹林。內克其後重組軍力反攻，打死敵軍6人。
兵團合計有11人死傷。